# César Moreno Meca
César Moreno Meca (Cartagena, Región de Murcia, España, 23 de abril de 2004), conocido como César Moreno, es un futbolista español que juega en la demarcación de centrocampista en el Hércules CF.

## Trayectoria
Natural de Cartagena, criado en el barrio de Santa Lucía, Moreno empezó a jugar al fútbol con 5 años en la EF Esperanza y más tarde formó parte de otros clubs de formación como la EF San Ginés, Vistalegre-Los Mateos y Cartagena Fútbol Club Efesé, hasta que en 2015 con apenas 14 años firmó para jugar en categoría cadete por el Elche CF. 
Tras ir quemando etapas en el conjunto ilicitano, en la temporada 2018-19 aún siendo juvenil, debuta con el Elche Ilicitano Club de Fútbol de la Tercera División de España, del que formaría parte durante dos temporadas más.
El 17 de diciembre de 2019, debuta con el primer equipo del Elche CF en un encuentro de la Copa del Rey frente a la Gimnástica Segoviana Club de Fútbol, en el que disputa 51 minutos.
El 7 de septiembre de 2021, firma por el Hércules CF de la Segunda Federación, con el que llegó a disputar 30 partidos.
El 5 de enero de 2024, firma en calidad de cedido por al Valencia Club de Fútbol Mestalla de la Segunda Federación hasta el final de la temporada.
El 22 de agosto de 2024, firma por el Real Club Recreativo de Huelva de la Primera RFEF, cedido por el Hércules CF.

## Selección nacional
El 19 de mayo de 2019, sería convocado por el seleccionador Luis de la Fuente para debutar con la Selección de fútbol sub-18 de España, con el que disputó tres encuentros amistosos en Eslovaquia, frente a Croacia, República Checa y Ucrania, anotando un gol.

### Clubes
| Club                                    | País              | Año             |
| --------------------------------------- | ----------------- | --------------- |
| Elche Ilicitano C. F.                   | Bandera de España | 2019-2021       |
| Elche Club de Fútbol                    | Bandera de España | 2019            |
| Hércules Club de Fútbol                 | Bandera de España | 2021-actualidad |
| Valencia C. F. Mestalla (cedido)        | Bandera de España | 2024            |
| Real Club Recreativo de Huelva (cedido) | Bandera de España | 2024-2025       |